# Anopheles fluviatilis
Anopheles fluviatilis este o specie de țânțari din genul Anopheles, descrisă de James în anul 1902. Conform Catalogue of Life specia Anopheles fluviatilis nu are subspecii cunoscute.